# Манастир Беочин
Манастир Беочин са манастирском црквом посвећеном празнику Вазнесења Христовог, је женски манастир налази се на ободу Фрушке горе у истоименом месту. Припада Епархији сремској Српске православне цркве и представља непокретно културно добро као споменик културе од изузетног значаја.

## Прошлост
Нема поузданих података о времену оснивања манастира. Први пут се помиње у турским документима 1566-1567. године, када је имао малу једнобродну цркву, за коју се претпоставља да је била саграђена под утицајем традиционалне архитектуре. У Аустро-Турским ратовима, манастир је оштећен и напуштен. Године 1623. беочински игуман Леонтије је скупљао у Русији, прилог за обнову манастира. После Велике сеобе Срба, манастир су на основу "отвореног листа" који им је дао Патријарх Чарнојевић 15. септембра 1697. године у Табану, обновили избегли калуђери манастира Раче, између 1697-1699. године. Исти монаси су 1708. године саградили привремену цркву од дрвета. Познати су под именом Рачани.
По рушењу старе дрвене богомоље, данашња манастирска црква је изграђена 1732. и 1734, а троспратни звоник уз западну фасаду цркве саграђен је 1762. године. Била је то велика заслуга Обрада Радонића из Новог Сада, који је 1752. године утрошио 190 ф. за репарацију храма, а 1762. године дао још 2000 ф. за торањ црквени. Манастирски конаци, који су грађени између 1728. и 1771. године, окружују цркву са јужне и западне стране. Велике прилоге су дали и други побожни Срби: Димитрије Димитријевић из Футога, Атанасије Булаћ из Черевића за покривање звоника са бакром. Велико звоно од осам центи купио је 1785. године Атанасије Томић из Илока, а средње звоно тешко 4,5 центи направили су грађани новосадски: Лазар Јовановић, Стефан Голубовић и Михаил Живановић. Манастирски комплекс је потпуно обновљен 1893. године, а мање измене изведене су 1921. године.
Темпло манастирске цркве је резао 1757. године Павел, пасторак Павла Парића из Вршца. Иконостас у манастирској цркви сликали су Димитрије Бачевић, Јанко Халкозовић и Теодор Крачун, у шестој и седмој деценији 18. века. Њих је 1765. године ангажовао поменути ктитор Радонић, да осликају темпло за 200 холандских дуката. Мајстори иконописци су се 1766. године "прерачунали" мислећи да их је мало платио па су прекинули посао. Тек кад им је манастир понудио још 200 ф. наставили су рад, а Обрадов наследник Теодор Обрадовић је све платио. У непосредној близини манастира, истовремено кад и црква, сазидана је стара капела. Нова, данашња капела саграђена је 1905. године према пројекту Владимира Николића. Једно манастирско имање од 70 кат. јутара је пре Првог светског рата дато под закуп Беочинској фабрици цемента за 15.000 златних круна, одн. свега 15.000 динара после рата. Спор је трајао 49 година, коначно је "ликвидиран" 1940. У Другом светском рату, манастир је опустошен, али су грађевине остале неоштећене. Своје последње дана у Беочинском манастиру провео је српски песник Јован Грчић Миленко.
Године 1809. намесник беочински је био Емилијан Новаковић, а Атанасије Антоновић проигуман. Дионизије Чупић је 1829-1834. године игуман беочински а Сава Андрејевић се јавља 1829-1830. године као намесник. Братство чини у то време седам калуђера. Архимандрит Георгије Војновић је 1874. године изабран за владику темишварског, са седиштем у Темишвару.

## Садашњост
У непосредној близини манастира се налази клизиште које је почетком 2013. године оборило потпорни зид висине три метра из 18. века, у лето 2013. подигнут је нови зид као заштита од одрона земље.
У манастиру је сахрањен Свети епископ Варнава Настић, који је умро 12. новембра 1964. године у манастиру.

## Старешине манастира
- Екатерина Радосављевић, (1965—2019).[10]
- Варвара Радосављевић, (2019—2024).[11]